# 京山陽春
京山 陽春（きょうやま ようしゅん、1994年3月10日 - ）は、日本の俳優。神奈川県出身。アービング所属。

## 人物
特技はバスケットボール、水泳。趣味は料理。中学校と高校の数学教員免許を保有している。京都生まれ。弟が2人いる。
2024年1月1日より、芸名を「坂下陽春」から「京山陽春」に改名することを自身の公式X（旧Twitter）で発表した。

## 出演

### 舞台
- バグバスターズ（2017年、俳優座劇場）
- 歌劇派ステージ「ダメプリ」 - サンバン 役
  - ダメ王子VS完璧王子（2018年、AiiA 2.5 Theater Tokyo）[3]
  - ダメ王子VS偽物王子（2019年、よみうり大手町ホール）[4]
- ガラスの仮面・愛のメソッド2019（2019年、シアターグリーン）青木瑠偉 役
- BATTLE ROCK MUSICAL「迷宮の扉」（2019年、新宿シアターモリエール）K9 役[5][6]
- LIVEミュージカル演劇「チャージマン研!」（2019年、新宿FACE）ジュラル星人 役[7]
- 浪漫活劇譚「艶漢」第四夜（2020年、シアターサンモール）水稚 役[8]
- ミュージカル「忍たま乱太郎」 - 斉藤タカ丸 役
  - 第11弾〜忍たま 恐怖のきもだめし〜（2020年、シアターGロッソ / 春日井市民会館）[9]
  - 第11弾 再演〜忍たま 恐怖のきもだめし〜（2021年、シアターGロッソ）
  - 第12弾 まさかの共闘！？大作戦！！（2021年、シアターGロッソ / COOL JAPAN PARK OSAKA WWホール）[10]
  - 第12弾 再演 まさかの共闘！？大作戦！！（2022年、シアターGロッソ）[11]
- 夕凪の街 桜の国（2021年、CBGKシブゲキ!! / 近鉄アート館）石川凪生 役[12]
- ジュエルステージ『オンエア！』 - 橋倉杏 役
  - ジュエルステージ『オンエア！』（2022年、シアターGロッソ）[13]
  - ジュエルステージ『オンエア！』～Unit Story side MAISY～（2023年、品川プリンスホテル クラブ eX）[14]
  - ジュエルステージ「オンエア！」Unit Stories （2023年、Theater Mixa）
- 舞台「忍たま乱太郎」～あかるく、たのしく、ゆかい！の段～（2022年、あうるすぽっと）斉藤タカ丸 役[15]
- GORIZO STAGE Vol.6「ハザマDD～ハザマ the Dimensional Detective～」（2023年、浅草九劇）[16]
- 舞台『カリスマ de ステージ』 - 伊藤ふみや 役
  - 『カリスマ de ステージ』～ようこそ!カリスマハウスへ～（2023年3月30日 - 4月9日、Mixalive TOKYO Theater Mixa）[17]
  - 『カリスマ de ステージ』～おかえり！カリスマハウス～（2024年6月28日 - 7月7日、品川プリンスホテル ステラボール）[18]
  - 『カリスマ de ステージ』〜集まれ!カリスマ文化祭!〜（2024年11月9日 - 13日、IMM THEATER）[19]
  - 『カリスマ de ステージ』〜帰ろう！カリスマハウス〜（2025年8月29日 - 9月9日〈予定〉、品川プリンスホテル ステラボール）[20]
- Asterism vol,o7「NoLimit」[21]（2023年、シアターグリーン Big Tree Theater）
- GEKIIKE「漆黒ノ戰花-再演-」（2023年、新宿村LIVE /石垣市民会館　中ホール）[22]
- 朗読劇「エイダ」（2023年、アニメイトシアター）チームB マリン 役
- 獣愛ブースト音楽劇「Lamento -BEYOND THE VOID-」（2024年2月16日 - 25日、品川プリンスホテル ステラボール） - キル 役[23]
- 舞台「HOUSE〜7人の地縛霊〜」（2024年8月23日 - 9月1日、シアターサンモール）田辺弥一 役[24][25]
- 舞台「鬼神の影法師」-千年双月篇-（2025年1月9日 - 21日、あうるすぽっと）[26]
- マーダーミステリーシアター「殺意の代償」（2025年3月11日、品川プリンスホテル クラブeX）[27]
- 舞台「99」（2025年5月10日 - 18日、こくみん共済 coop ホール/スペース・ゼロ） - ミート 役[28]
- Asterism⁂「NoLimit」（2025年6月13日 - 22日、シアターグリーン BOX in BOX THEATER）[29]
- オムニバスコント「TOKYO NIGHT CRAB」（2025年7月17日 - 21日、銀座博品館劇場）
- Askプロデュース Vol.37 バッキャローシリーズ第12弾（前編）「麦のバッキャロー!!」（2025年9月24日 - 30日〈予定〉、シアターグリーン BOX in BOX）[30]

### テレビ番組
- PRINCE OF LEGEND（2018年、日本テレビ）
- 世界一受けたい授業（2018年、日本テレビ）
- キスマイ超BUSAIKU！？（2020年、フジテレビ）

### ミュージックビデオ
- ハジ→「カタオモイ。」（2018年）[31]

### 配信番組
- 途中下車の恋街（2018年、AbemaTV）[32]
- チコちゃんといっしょに課外授業×ミュージカル「忍たま乱太郎」シリーズ・タイムワープ - 斉藤タカ丸役 [33]

### 映画
- ファストブレイク（2024年11月22日） - 安堂路緯 役[34][35]

### ラジオ
- そんなバナナ（ラジオ日本、毎週火曜22:30 - 23:00、2022年4月 - 6月）